# Saúl López Sollano
Saúl López Sollano es un político mexicano afiliado al partido Movimiento Regeneración Nacional (Morena). Fue Secretario General de Gobierno del Estado de Guerrero de octubre de 2021 a enero de 2022 en la gubernatura de Evelyn Salgado. Y suplente del senador Félix Salgado en la LXIV Legislatura del Congreso de la Unión en dos ocasiones entre 2020 y 2022.

## Primeros años
Saúl López Sollano nació en el estado de Guerrero. Estudió en la Universidad Patricio Lumumba de la Unión Soviética y la maestría en Ciencias en la Universidad Autónoma de Guerrero. En la década de 1970 fue miembro de una guerrilla en el estado de Guerrero con el alias de «La Bruja» y fue integrante del Ejército Popular Sandinista de Nicaragua.

## Trayectoria política
En 1996 fue nombrado dirigente estatal del Partido de la Revolución Democrática (PRD) en Guerrero. De 1996 a 1999 fue diputado plurinominal en el Congreso del Estado de Guerrero en representación del PRD. En las elecciones federales de 2000 fue postulado por el PRD como suplente de Armando Chavarría Barrera, candidato a senador de la república por el estado de Guerrero. Del 28 de abril de 2005 al 31 de agosto de 2006 Saúl López Sollano ocupó el escaño de senador de primera minoría en reemplazo de Chavarría Barrera en la LIX Legislatura del Congreso de la Unión.
En diciembre de 2014 abandonó el PRD para incorporarse al partido Movimiento Regeneración Nacional (Morena). En las elecciones federales de 2018 fue postulado por Morena como suplente de Félix Salgado Macedonio, candidato a Senador de la República en representación del estado de Guerrero. Tras los comicios Salgado ocupó el escaño como senador de primera fórmula. El 22 de septiembre de 2020 Saúl López Sollano asumió el cargo de senador después de que Salgado pidiera licencia del cargo.
El 15 de octubre de 2021 fue designado Secretario General de Gobierno del Estado de Guerrero por la gobernadora Evelyn Salgado Pineda. En enero de 2022 renunció al cargo para volver a suplir a Félix Salgado en el Senado de la República entre febrero y abril de ese año.

## Controversias
En septiembre de 2018 fue nombrado secretario técnico de la comisión de defensa nacional del Senado de México. Su designación fue criticada debido a su participación en guerrillas durante la década de 1970, combatiendo al ejército mexicano.